# Про мамонтёнка
«Про мамонтёнка» — кукольный мультфильм, выпущенный в 1983 году студией «Союзмультфильм». Длительность — 9 минут.

## Сюжет
Во время великого оледенения большой ледник надвигается на землю и все животные вынуждены мигрировать на юг. Одна мамонтиха не хочет уходить со стадом, несмотря на уговоры вожака, потому что куда-то пропал её сын, мамонтёнок. Мамонтиха отправляется искать его, а её сородичи мигрируют без неё. Тем временем, мамонтёнок, как оказывается, не может уйти из-за своего друга — цветочка. Мать находит его и уговаривает уйти, но мамонтёнок всё же не бросает цветок. К несчастью, происходит обвал, и мамонтиха попадает в ловушку.
Мамонтёнок всеми силами защищает растение от дождя и снега. Но к ним подступает ледник и мамонтёнку удаётся только лечь и обнять хоботом цветок, пока оба не замерзают насмерть.
Через много тысяч лет археологи откапывают тело маленького мамонтёнка, обнимающего цветок, и нарекают его труп «Магаданским мамонтом».

## Создатели
- Автор сценария — Александра Свиридова
- Кинорежиссёр — Борис Аблынин
- Художник-постановщик — Нина Виноградова
- Кинооператор — Владимир Сидоров
- Текст читает: Вячеслав Тихонов
- Звукорежиссёр — Владимир Кутузов
- Монтажёр — Надежда Трещёва
- Редактор — Т. Воронецкая
- Художники-мультипликаторы: Елена Гагарина, Сергей Косицын, Роман Митрофанов
- Куклы и декорации изготовили: Олег Масаинов, Владимир Аббакумов, Михаил Колтунов, Александр Беляев, Наталия Гринберг, Наталия Барковская, Нина Молева
- Директор съёмочной группы — Григорий Хмара